# Frontière entre le Mozambique et le Zimbabwe
La frontière entre le Mozambique et le Zimbabwe a été créée en 1951. L'état actuel de cette ligne imaginaire de 1 231 kilomètres est en place depuis 1975.
En 2019, le Mozambique est le troisième client du Zimbabwe (8,3% des exportations).